# 송곳 (만화)
송곳은 매주 화요일 네이버 웹툰에서 연재되는 최규석의 만화이다. 대한민국의 노동현실과 노동운동을 소재로 하고 있다.

## 수상
- 한국만화가협회에서 발표한 '2014 오늘의 우리만화' 한국만화협회장상 수상

## 등장인물

### 노측
- 이수인

부진시의 외국계 대형마트 푸르미(Fourmis) 일동점에서 야채청과 섹션을 담당하는 매니저. 직급은 과장이다. 경상도 시골에서 건설노동자인 아버지와 날품팔이를 다니던 어머니 아래서 어렵게 자랐다. 출세를 위해 육군사관학교에 입학했으나 군 내부의 각종 부조리를 목격한 끝에 군생활이 성정에 맞지 않음을 깨닫고 대위로 전역하였다. 전역한 무렵은 1997년 외환 위기 시기였으나, 프랑스계 유통회사인 푸르미에 공채 합격하였다. 프랑스인 점장의 총애를 독식하는 매니저로 직장 생활에 적응해 나가던 중, 휘하의 정규직 사원들을 불법 해고하라는 사측의 지시를 양심상 따르지 못하여 노동상담소를 찾게 된다. 이후 푸르미 일동점에 노동조합을 설립하는데 핵심적인 역할을 하며 노사갈등의 축이 된다.
- 구고신

부진노동상담소 소장. 체불, 산재, 부당해고 등의 노동 문제에 대해 법률적 조언을 제공하며 노동활동가 양성, 노동조합 설립을 돕고 있다. 산전수전을 겪은 노련한 노동활동가로 부진시 내외 노동계로부터 큰 존경과 신임을 얻고 있다. 이수인이 관리자 신분으로 노조를 만들겠다고 찾아왔을 때 처음에는 반신반의하였으나, 푸르미 사태에 흥미를 느끼고 이수인 및 푸르미 노조원들을 코치해준다. 과거 학생운동 중 투옥되어 심한 고문을 당했고, 그 후유증으로 만성 신부전증을 앓고 있다. 또한 고문 트라우마를 극복하지 못했음이 4부 이후 드러난다.
- 주강민

푸르미 일동점 야채청과 주임. 남다른 친화력으로 푸르미 모든 직원들로부터 평이 좋은 인물. 노조를 설립하려는 이수인의 영입 대상이었으나 노동 운동에 대한 막연한 두려움으로 처음에는 합류를 거절하였다. 절친인 황준철이 부당해고 위기에 처했을 때 이수인과 구고신의 도움을 받고, 이수인의 인품에 탄복하여 노조의 강력한 지지자로 거듭났다. 이후 한국푸르미노동조합 일동지부의 지부장에 선출된다.
- 황준철

푸르미 일동점 수산과 주임. 수산과 매니저 허경식을 친형처럼 따르며 이용당했다. 이수인과 마찬가지로 휘하 사원들을 해고하라는 지시를 받은 허경식의 모함으로 부당해고 위기에 처하나 이수인의 도움으로 사내 징계위원회에서 승리한다. 이후 노조의 열성 지지자가 된다. 주강민과는 학창시절부터 단짝이지만 주강민에 비해 상대적으로 어려운 집안 형편에 컴플렉스를 갖고 있다.
- 남동협

푸르미 사원. 주강민과 황준철을 형처럼 따른다. 다혈질 성격으로 노조 내 대표적 과격파.
- 차성학

노동상담소에 기숙하다시피 하는 노동법 수강생. 버스회사의 정비사로서 정규직이었으나 회사가 근로계약을 일방적으로 개악하면서 비정규직이 되었다. 노조를 설립하려다 보복성 부당해고를 당하고 구고신의 도움을 받아 부당해고 여부를 다투고 있었다. 결국 복직하였으나 회사가 쟁의행위에 대한 손해배상청구를 걸어 극심한 생활고에 직면한다. 4부 마지막화에 분신을 시도한다.

### 사측
- 가스통

푸르미 일동점장. 프랑스식 운영을 일방적으로 도입하려 했으나 정민철 부장 등 한국인 매니저들과 한국 정서에 부딪혀 어려움을 겪었다. '한국인답지 않게' 합리적이고 원리원칙을 지키는 이수인을 매니저 중 각별히 아꼈다. 일동점 노무관리를 제대로 하지 못했다는 이유로 본사에서 압박이 들어오자, 결국에는 정민철을 앞세워 한국식으로 노조를 탄압하기 시작한다.
- 정민철

푸르미 일동점 부장. 회사 방침에 대한 무비판적 수용과 상사에 대한 무조건적 충성을 사내 생존 전략으로 삼고 있다. 한국적 기업 운영의 묘를 이해하지 못하는 점장 가스통에 불만을 가지고 있다. 영어 컴플렉스가 있으며 승진 경쟁에 있어 불안을 느꼈다. 노조 탄압의 선봉에 서서 충성심을 증명하고자 한다.
- 허경식

푸르미 일동점 수산과 과장. 유통업체 매니저의 위치를 남용해 입점업체로부터 향응을 뜯어내길 즐겼다. 황준철 등 만만한 사원을 개인적인 종복처럼 부리기도 하였다. 황준철을 모함해 해고시키려다 역공을 당한 후 미운털이 박혀 먼 지점으로 보복성 전근을 당했다. 이후 이수인에게 동정적인 입장이 되었다.

## 줄거리

### 1부苗子宜到此一游
외국계 대형마트 푸르미 일동점 야채청과 코너 담당매니저 이수인은, 어느 날 상사로부터 정규직 사원들을 그만두게 하라는 지시를 받는다. 그 지시가 불법 해고라고 생각한 이수인은 상사의 지시를 얼결에 거부한다. 생각해보면, 가난한 부모로부터 자존심만을 물려받은 그는 학창시절에도 사관생도 시절에도 장교 시절에도 기존의 질서와 겉돌아 왔다. 이수인의 명령 불복에 대해, 점장은 이수인을 사내 왕따로 몰아가는 식으로 보복한다. 이수인은 부당해고를 막기 위해 무작정 노동상담소를 찾아가고, 회사 울타리 안에서는 몰랐던 노동의 현실에 눈뜨게 된다.

### 2부
일동점 수산과 주임 황준철은 직위를 남용해 입점업체로부터 부당 이익을 챙겼다는 명목으로 해고되기에 이른다. 그러나 사실 부당이득을 챙긴 장본인은 수산과장이었고, 황준철에게 누명을 씌워 해고하려 했던 것. 이수인은 구고신 소장의 코치를 받아 취업 규칙을 조사하고, 증거를 모으며 징계위원회에 대비, 황준철의 누명을 벗겨준다. 사원들은 이 승리에 고무되고, 일동점 노조 설립이 가까워진다. 그리고 이수인은 구고신 소장에게서 군사정권 시절 고문의 흔적을 발견한다.

### 3부
야채청과 주임 주강민을 한국푸르미노동조합 일동지부장으로, 이수인을 사무장으로 하여 일동점 노조가 출범한다. 자극받은 회사는 아직 가입하지 않은 직원들을 회유하고, 노조원 하나하나를 괴롭혀 찍어내려 한다. 점장은 노조의 무조건적 탄압이라는 한국식 경영 방식을 요구하는 시장 환경을 탓하고, 이수인은 점장을 상대로 선전포고를 하고 근로시간 준법투쟁에 들어간다. 노사갈등이 격화되자 정민철 부장은 고의적 자해로 소송을 걸고, 회사는 조끼 투쟁을 벌이는 노조원들을 매장 밖으로 쫓아낸다. 회사의 대응이 임금미지급에 이르자 노조의 체력은 급속히 떨어지지만 이수인은 끝까지 싸울 것을 다짐한다.

### 4부
20대 여성 문소진은 인력파견업체에 고용되어 삼진이라는 하청업체에서 일하고 있다. 열악한 노동환경과 문자 해고로 대표되는 고용불안정을 개선하기 위해 삼진 내에서 노조 설립이 조용히 추진된다. 이를 후방에서 지원하던 노동활동가가 구고신 소장이었다. 한편 푸르미 사태는 지방노동위원회에서 부당노동행위 여부를 다투기에 이른다. 결국 회사의 노조원 징계 행위는 부당노동행위로 판결받는다. 구고신은 이수인과 푸르미 노조원들을 타 노조의 야유회에 인사시킨다. 경찰이 민원을 핑계로 훼방을 놓자 구고신은 강경하게 대응하고, 대응방식에 대해 이수인과 논쟁을 한다. 본사는 노조에 대해 엄정 대처를 다짐하고 재심 신청을 하여, 임금미지급 사태는 장기화된다. 황준철에 대한 서투른 대응으로 회사에 찍힌 허경식은 보복성 전근을 당하고, 악질로 유명한 새로운 매니저가 허경식을 대신해 노무 관리에 나선다. 노조의 체력이 떨어진 상황에서도 이수인이 부당해고를 당한 입점업체 프로모터건을 커버하려 하자 구고신은 처음에는 망설이다 일반노조를 동원해 국면을 전환시킨다. 그러나 공들인 일반노조도 사측의 회유로 약화되어 가는 시점에서, 구고신은 과거 자신을 고문했던 공안형사와 우연히 재회하게 된다. 그리고 주강민은 황준철의 일로, 이수인은 처와 아이의 일로 각자의 동력이 소진되어간다. 이때 간신히 복직한 회사에서 따돌림당하고 손배소로 임금마저 압류당한 차성학은 분신이라는 극단적인 선택을 한다.

## 드라마화
- JTBC 《송곳》 (실사판, 2015년)